# Micimackó kalandjai
A Micimackó kalandjai (eredeti cím: The Many Adventures of Winnie the Pooh) 1977-ben bemutatott amerikai rajzfilm, amely Alan Alexander Milne Micimackó című regénye alapján készült. A 22. Disney-film rendezői Wolfgang Reitherman és John Lounsbery. Az animációs játékfilm producere Wolfgang Reitherman. A forgatókönyvet Xavier Atencio, Ken Anderson, Ted Berman, Larry Clemmons, Eric Cleworth, Vance Gerry, Winston Hibler, Julius Svendsen és Ralph Wright írta, a zenéjét Richard M. Sherman és Robert B. Sherman szerezte. A mozifilm a Walt Disney Productions gyártásában készült, a Buena Vista Distribution forgalmazásában jelent meg. Műfaja zenés filmvígjáték.
Amerikában 1977. március 11-én, Magyarországon 1988. december 1-jén mutatták be a mozikban, új magyar szinkronnal 1997. október 7-én, s ez utóbbit adták ki VHS-n.
A magyar szöveget Karinthy Frigyes műfordítása alapján készítették. Az InterCom-szinkron ugyanolyan, mint az 1. magyar változattal, de három színész átszinkronizálta: Kazi Balázs Róbert Gidát, Kovács Nóra Kangát, Boros Zoltán pedig Ürgét.

## Tartalom
Micimackónak és barátainak három történetét meséli el a rajzfilm. Az elsőben kiderül, hogy Micimackó szereti a mézet, s ha fogytán a készlet, akkor meglátogatja a méheket.
A második egy viharos nap története, melyben rájön, hogy erdei sétája útját nem ő szabja meg, hanem a süvöltő szél, és a lakását is elönti a víz.
Az utolsóban Tigris megneveléséhez kapunk hasznos tanácsokat.

## Történetlista

### Micimackó és a méhecskék fája (1966)
Micimackó egyenesen rajong a mézért és ezért hajlandó megtenni mindent. A végkifejletben összesarazza magát, hogy fekete felhőnek látszódjon, hogy megtudja dézsmálni a méhek által gyűjtött mézet.

## Televíziós megjelenések
- TV-1 (1. szinkron) / M1 (2. szinkron), Disney Channel, Disney Junior
- Paramount Channel, Film+
- RTL Klub